# 善待动物组织诉道格尼案
善待动物组织诉道格尼案，263 F.3d 359(4 Cir. 2001)，是美国第四巡回上诉法院作出的一项重要的互联网域名商标侵权判决。该裁决成为域名既是商标知识产权又是言论自由的早期先例。
1995年，迈克尔·道格尼为其网站“People Eating Tasty Animals（肉食者）”注册了域名peta.org。该网站包含30多个其他网站的链接，其中包括售卖皮具和肉类的网站。在网页底部，该网站问道“大失所望?感到冒犯?也许你应该立即退出”，并提供了一个通往善待动物组织(PETA)官方网站的链接。后者由于道格尼抢注了该域名，被迫使用另一个不如peta.org直观的域名。
1996 年，PETA 要求道格尼自愿转让该域名，因为它持有PETA商标（但尚未将其用作域名）。道格尼的拒绝导致了诉讼，PETA 指控道格尼犯有商标侵权、商标淡化、不正当竞争和域名抢注等罪行。此案首先在弗吉尼亚东区联邦地区法院审理。 
起初，PETA没有寻求赔偿，只是禁止道格尼使用peta.org域名，并要求他将peta.org转让给善待动物组织。此时，道格尼声称他的网站是一个恶搞，这是言论自由，他的商标侵权指控应当被免除。
地区法院做出了有利于善待动物组织的裁决，勒令道格尼停止使用peta.org域名，并将其移交给该组织。道格尼向第四巡回上诉法院提出上诉。地区法院没有尊重善待动物组织要求道格尼支付法律费用的请求，因此该组织交相上诉了这一决定。

## 巡回法庭的意见

### 商标侵权指控
PETA是“善待动物组织”(People for The Ethical Treatment of Animals)的注册商标。因此，商标侵权索赔集中在被告是否在商品或服务的销售、要约销售、分销或广告中使用了该商标。巡回法院的结论是，尽管道格尼实际上并没有出售任何商品或服务，但该网站可能误导了那些想从该组织购买物品的用户，因此“涉及”商业行为。
道格尼称，他的网站是对PETA的恶搞，这是美国宪法第一修正案所允许的言论自由。法院依据克里弗斯笔记公司诉矮脚鸡-戴尔出版公司一案裁定，为了构成恶搞，域名必须传达该网站不是PETA的官方网站，而是恶搞的信息。
法院认为，“peta.org”域名意味着该组织的所有权，因此不属于恶搞。法院认为没有必要审查道格尼网站的内容，故仅考虑了他对域名的使用。因此，虽然法院暗示道格尼根据第一修正案有权进行恶搞，但它同时裁定，以侵犯目标商标的域名的形式进行恶搞是不允许的，因为可能会让网站的访问者对其所有权产生混淆。
第四巡回法院在Lamparello诉Falwell(2005年)一案中否决了这种拒绝考虑网站内容的做法。在讨论本案时，法院认为:“为了确定是否可能混淆，法院不应该考虑某些部分与商标有多接近，而是必须考虑整个使用是否有混淆的可能性。”

### 域名抢注指控
PETA 还声称道格尼在他们注册域名前就在他自己网站的域名中使用了其商标首字母缩写词，这违反了《反抢注消费者保护法》 (ACPA)。诉讼前后，道格尼发表声明，希望 PETA 与他“和解”并“向他提出要约”以获得该域名。此举被法院视为他试图从 peta.org 域名中牟利。鉴于这一点以及该域名与独特的 PETA 商标相同这一事实，法院裁定 道格尼违反了反抢注消费者保护法 。但是，法院还裁定 PETA 无权获得金钱赔偿，因为道格尼在该法颁布之前注册并使用了该域名。相反，道格尼只需要交出域名。 这一过程很快，现在 peta.org 指向善待动物组织的官方网站。

### 赔偿要求
法院裁定 PETA 没有资格获得律师费，由于当时认为他可以创建一个受第一修正案保护的模仿网站，因此道格尼没有恶意侵犯该商标。 
1. ↑  People for Ethical Treatment of Animals v. Doughney, 113 F.Supp.2d 915 （页面存档备份，存于） (E.D. Va., 2000).
2. 1 2  People for Ethical Treatment of Animals v. Doughney, 263 F. 3d 359 （页面存档备份，存于） (4th Cir., 2001).